# Jerneja Brecl
Jerneja Brecl (* 9. August 2001) ist eine ehemalige slowenische Skispringerin.

## Werdegang
Jerneja Brecl startete am 13. und 14. September 2014 zum ersten Mal im Rahmen von zwei Wettbewerben in Einsiedeln im Alpencup, wo sie zweimal den 17. Platz belegte. Nach weiteren Starts im Alpencup debütierte sie fast zwei Jahre später am 26. und 27. August 2016 in Oberwiesenthal im Continental Cup, wo sie die Plätze 17 und 19 und damit zugleich ihre ersten Continental-Cup-Punkte erreichte. Daraufhin folgten weitere Starts im Alpencup; bis heute (Stand: Februar 2018) konnte sie fünf Alpencup-Wettbewerbe gewinnen.
Bei den Nordischen Junioren-Skiweltmeisterschaften 2017 in Park City, Utah gewann Brecl im Mannschaftswettbewerb am 3. Februar 2017 zusammen mit Katra Komar, Nika Križnar und Ema Klinec die Silbermedaille hinter Deutschland und vor Österreich.
Am 20. und 21. Januar 2018 gelang es ihr in Planica bei ihrem erst dritten und vierten Start im Continental Cup, zweimal den dritten Platz und damit ihre ersten Podestplätze zu belegen. Daraufhin debütierte sie schließlich am 27. Januar 2018 in Ljubno im Skisprung-Weltcup und erreichte hierbei den 27. Platz und damit direkt ihre ersten Weltcuppunkte. Bei den Nordischen Junioren-Skiweltmeisterschaften 2018 im schweizerischen Kandersteg wurde sie mit der slowenischen Mannschaft Weltmeisterin. Beim Mannschaftsspringen am 9. Februar 2019 auf der Logarska dolina im slowenischen Ljubno erreichte sie gemeinsam mit ihren Mannschaftskolleginnen Špela Rogelj, Nika Križnar und Urša Bogataj mit Platz zwei erstmals das Podium eines Weltcupspringens. Später im Monat wurde sie bei den Weltmeisterschaften 2019 in Seefeld in Tirol mit der slowenischen Frauen-Mannschaft Vierte und erreichte im Einzel Rang 18.
Im Oktober 2022 gab Brecl im Alter von 21 Jahren ihr Karriereende bekannt.

## Erfolge

### Continental-Cup-Siege im Einzel
| Nr. | Datum           | Ort     | Typ           |
| --- | --------------- | ------- | ------------- |
| 1.  | 19. Januar 2019 | Planica | Normalschanze |
| 2.  | 20. Januar 2019 | Planica | Normalschanze |
| 3.  | 21. August 2021 | Râșnov  | Normalschanze |
| 4.  | 22. August 2021 | Râșnov  | Normalschanze |

## Statistik

### Weltcup-Platzierungen
| Saison  | Platz | Punkte |
| ------- | ----- | ------ |
| 2017/18 | 31.   | 067    |
| 2018/19 | 26.   | 187    |
| 2019/20 | 39.   | 019    |
| 2020/21 | 23.   | 140    |
| 2021/22 | 20.   | 208    |

### Grand-Prix-Platzierungen
| Saison | Platz | Punkte |
| ------ | ----- | ------ |
| 2018   | 11.   | 105    |
| 2019   | 23.   | 030    |
| 2020   | 08.   | 032    |
| 2021   | 08.   | 210    |

### Continental-Cup-Platzierungen
| Saison  | Platz | Punkte |
| ------- | ----- | ------ |
| 2016/17 | 37.   | 026    |
| 2017/18 | 08.   | 236    |
| 2018/19 | 07.   | 200    |
| 2021/22 | 22.   | 170    |